# Bernardo de Wąbrzeźno

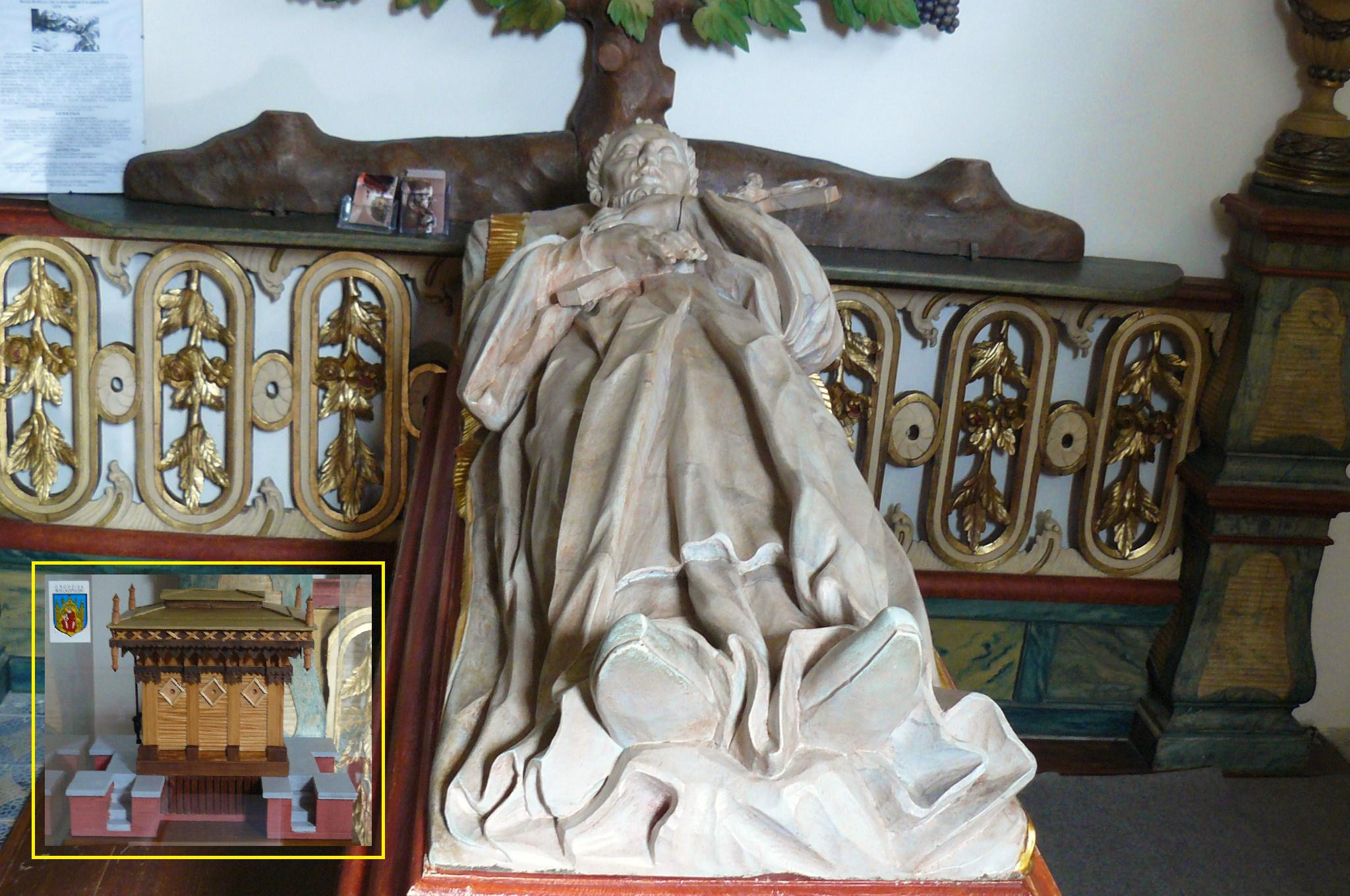
Tumba em Lubiń Kościański

Bernardo de Wąbrzeźno ( em polonês/polaco:  Bernard z Wąbrzeźna, nascido Błażej Pęcharek, 3 de fevereiro de 1575 - 2 de junho de 1603) foi um padre católico romano e um monge beneditino da Abadia Beneditina em Lubiń, Polônia. Ele foi nomeado como candidato à beatificação várias vezes, começando na década de 1730 e, mais recentemente, em 2009.
Uma lenda associada a Bernardo é que ele realizou um milagre para restaurar a água do poço esgotado na cidade de Grodzisk Wielkopolski, Polônia. O poço fornecia água para a cervejaria da cidade, que era a principal fonte de renda da cidade; sem a renda da cervejaria, seus residentes morriam de fome. Além de curar todos que bebiam dela, a nova fonte de água era conhecida por tornar a cerveja produzida pela cervejaria da cidade muito superior ao que ela havia sido capaz de produzir antes, e levou a centenas de anos de prosperidade para a cidade e seus moradores.

## Biografia
Bernard era um dos oito filhos de Paweł Pęcharek, o prefeito de Wąbrzeźno, e sua esposa Dorota de Sasin. Ele nasceu no início de 1575 em Wąbrzeźno, na província da Prússia Real na República da Polônia-Lituânia, embora a data exata não seja conhecida porque um incêndio destruiu os registros da igreja da cidade por volta de 1751. Estima-se que sua data de nascimento seja alguns dias antes de 3 de fevereiro, com base nas declarações de sua irmã mais velha, Elizabeth, que testemunhou sob juramento em 1645 sobre sua idade e batismo. Depois de se formar na escola paroquial aos 12 anos, foi enviado por seu pai para o Colégio Jesuíta de Poznań. No colégio, ele ganhou destaque por seu amor altruísta ao próximo e sua compaixão pelos doentes e pobres. Aos 24 anos ingressou no noviciado na abadia beneditina de Lubiń, onde logo se tornou mestre de noviços em uma idade incomum, devido à sua habilidade de se relacionar com os jovens. Seu objetivo era lecionar em uma escola católica, mesmo sendo um período de grande turbulência na igreja, com muitas paróquias deixando a igreja e se tornando igrejas protestantes.
Bernard viveu na abadia por quatro anos. Ele foi promovido ao sacerdócio em 1602, mas morreu em 2 de junho de 1603, provavelmente de tuberculose, no odor de santidade. De acordo com biografias escritas, ele freqüentemente passava muitas horas em vigília e era sempre o primeiro a orar e ansioso para realizar um trabalho árduo. Ele foi lembrado por seu grande amor pela vida espiritual.

## Processo de beatificação
Depois da morte de Bernardo, muitas pessoas vieram testemunhar sobre os milagres que ele havia realizado e que milagres haviam aparecido em seu túmulo. A partir da década de 1730, o arcebispo de Poznań começou a coletar materiais para produzir biografias e testemunhos dos milagres de Bernardo. Após sua morte, os documentos necessários para o processo de beatificação foram arquivados em Roma. No entanto, muitos dos arquivos do Vaticano foram perdidos durante a ocupação de Roma pelo Exército de Napoleão no final dos anos 1700, incluindo alguns dos testemunhos dos bispos de Poznań. Outras tentativas foram feitas nos anos posteriores, mas foram interrompidas durante as Partilhas da Polônia e as guerras e ocupações da Polônia durante a primeira e a segunda guerras mundiais. Em 1968, o Arcebispo Metropolitano de Poznań, Antoni Baraniak, formou uma comissão histórica para retomar o processo. No entanto, devido à morte de membros deste e de outros comitês, o trabalho desacelerou. No início dos anos 2000, tentativas de reiniciar o processo e coletar a documentação necessária resultaram no início do processo de beatificação em 18 de março de 2009 em Poznań.

## Legado

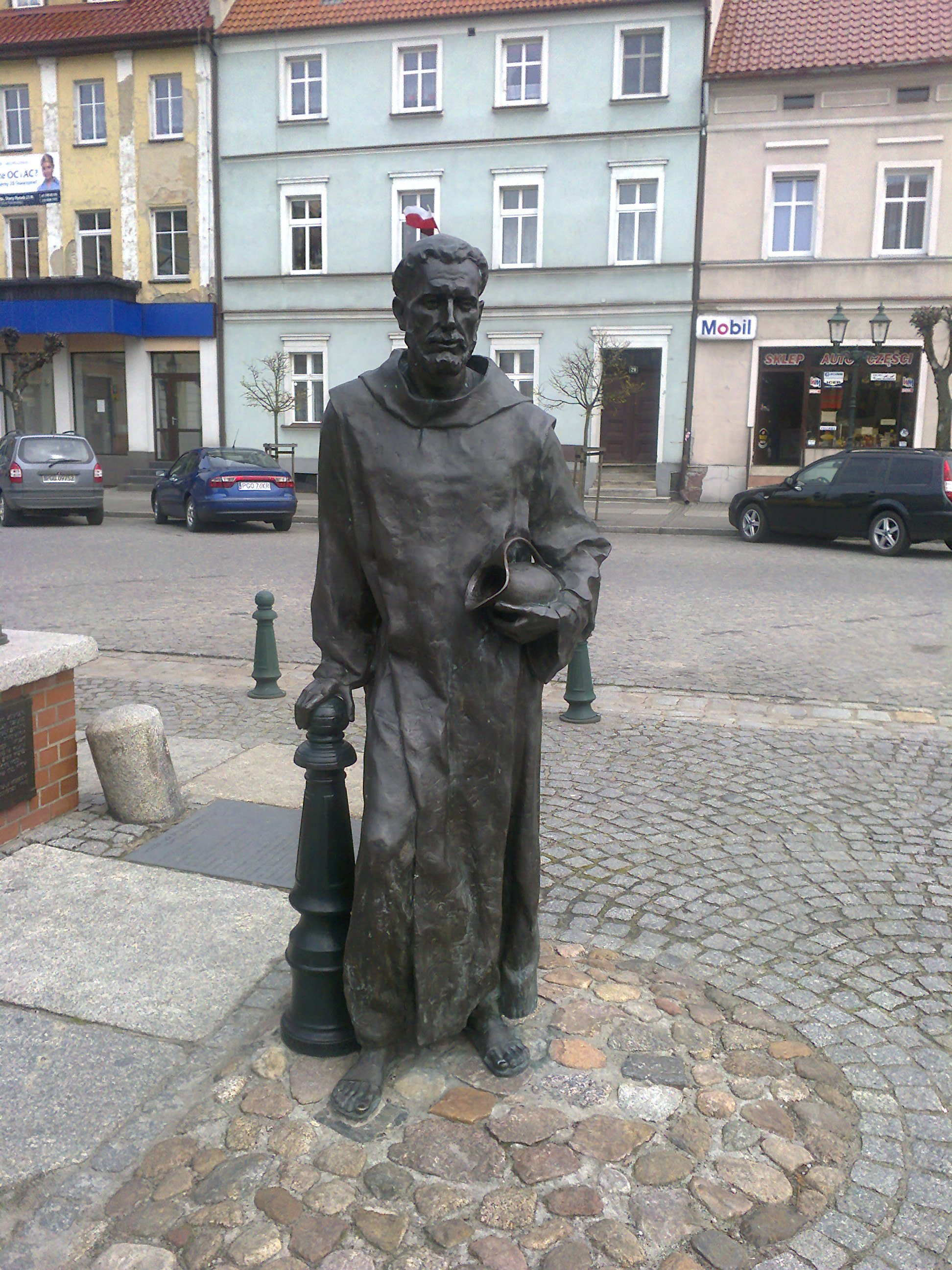
Estátua de Bernardo de Wąbrzeźno em Grodzisk Wielkopolski

Uma das lendas associadas ao padre Bernardo é que, por volta de 1603, ele chegou à cidade de Grodzisk Wielkopolski vindo do mosteiro beneditino de Lubiń para encontrar os residentes morrendo de fome e os poços da cidade esgotados.
 A cervejaria era a principal fonte de renda da cidade e do hospital.
 Bernardo orou pelos poços e uma nova fonte de água de repente encheu o Poço do Antigo Mercado. As lendas afirmavam que o poço recém-reabastecido tinha a capacidade de tornar saudável novamente qualquer pessoa que bebesse, e a cerveja produzida com a água era muito superior a qualquer outra cerveja que os fabricantes de cerveja produziam antes. O poço se tornou um tesouro municipal e recebeu crédito pelo sucesso comercial das cervejarias da cidade ao longo dos séculos que se seguiram. Entre os anos 1620 e 1815, os residentes de Grodzisk faziam uma peregrinação anual ao túmulo de Bernardo, para trazer um enorme barril da cerveja que faziam do poço como uma demonstração de gratidão. A tradição foi retomada em 2003, a pedido de Henryk Szymański, o prefeito de Grodzisk Wielkopolski. Em 5 de setembro de 2009, a cidade revelou uma escultura do Padre Bernardo, 2 metros (7 pé) de altura, próximo ao Antigo Mercado Poço.